# Rodeo (televisieprogramma)
Rodeo was een populair Nederlandse televisieprogramma van de NCRV. Het was een voorloper van de nu wereldwijd gehouden talentenjachten.

## Verloop van het programma
Ambitieuze artiesten stapten op een ronde schijf om hun talenten te tonen aan vijf juryleden als Leo Riemens, Annie de Reuver, Lou van Rees, Piet van Beishuizen, Cor Lemaire, Conny Stuart en Louis van Dijk. 
Werd er door een jurylid aan een lasso getrokken dan kwam de draaischijf in beweging. Een ander jurylid kon, door aan de lasso te trekken, de schijf weer tot stilstand brengen. Elk jurylid mocht tijdens het optreden één keer aan de lasso trekken. Het optreden werd beëindigd als de schijf doordraaide en buiten beeld kwam, waarbij gehinnik van paarden klonk. Dat gebeurde nadat 1, 3 of 5 keer aan de lasso getrokken was. 